# Bethel (Oregon, Polk megye)
Bethel az Amerikai Egyesült Államok északnyugati részén, Oregon állam Polk megyéjében elhelyezkedő önkormányzat nélküli település.

## Története
A települést Glen O. Burnett tiszteletes egy Missouri állambeli templomról nevezte el. Később a térségben gyülekezetszervező tevékenységet folytatott.
Dr. Nathaniel Hudson 1851-ben érkezett a térségbe, egy évvel később pedig megalapította a Bethel Akadémiát, amely 1854-es távozásáig működött. Egy évvel később megnyílt a Bethel Intézet (később Betheli Főiskola); igazgatótanácsának Jesse Applegate telepes is tagja volt. Pénzügyi problémák miatt az intézményt 1861-ben összevonták a Monmouth-i Főiskolával (ma Nyugat-oregoni Egyetem), a betheli épületet pedig lebontották.
Az első bolt 1855-ben nyílt meg; egy időben kovácsműhely, asztalosműhely és kocsiszerviz is volt itt. A posta 1865 és 1880 között működött. Mivel a térségben kiépült keskeny nyomtávú vasútvonal elkerülte a települést, Bethel hanyatlásnak indult.
2013-ban az egykori iskola két hónappal korábban felújított aulája leégett.

## Mezőgazdaság és borászat
A település az Eola–Amity dombság borvidék része.

## Fordítás
- Ez a szócikk részben vagy egészben  a   Bethel, Polk County, Oregon című angol Wikipédia-szócikk ezen változatának fordításán alapul.  Az eredeti cikk szerkesztőit annak laptörténete sorolja fel. Ez a jelzés csupán a megfogalmazás eredetét és a szerzői jogokat jelzi, nem szolgál a cikkben szereplő információk forrásmegjelöléseként.